# Harriet Holter
Harriet Holter (Kopenhagen, 11 april 1922 - Oslo, 18 december 1997) was een Noors sociaal psycholoog.
Ze behaalde een diploma cand. oecon. in 1946 en werd uiteindelijk aangenomen als onderzoeker bij het Noorse Instituut voor Sociaal Onderzoek, dat in 1950 opgericht werd.
Niettegenstaande het bezit van een diploma in de economie, bracht het vooruitzicht van een academische carrière in dat gebied Holter van streek. In haar vroege carrière onderzocht ze het leven van arbeid. Na het analyseren van de rol van de vrouw in de beroepsbevolking, begon ze zich meer te concentreren op vrouwenstudies in het algemeen. Ze bemachtigde het dr. philos. diploma in 1970 met het proefschrift Rollenpatronen en Sociale Structuren (dat ook werd geselecteerd voor de Noorse Sociologie-wet in 2009-2011), Holter werd een pionier op dit gebied in de Noorse landen.
Ze werd aangesteld als professor aan de Universiteit van Oslo in 1973. Ze bleef rolpatronen onderzoeken en publiceerde in 1974 Kvinners liv og arbeid: kjønnsroller og sosial struktur. Later bewerkte ze de boeken Familien i klassesamfunnet (1976), Kvinner i fellesskap (1982) en Patriarchy in a Welfare Society (1984). Haar eigen werken Tvang til seksualitet (1986) en Sex i arbeid(et) i Norge (1992) met betrekking op het gebied van gender- en seksualiteitsstudies, en het voorgaande werd controversieel. Ze ging met pensioen als professor in 1992, maar bleef verder werken als senior onderzoeker. Een van haar laatste publicaties was Hun og han uit 1996. KKjønn i forskning og politikk, was een leerboek over gender en politiek waaraan ze meewerkte.
Holder stierf in december 1997 ten gevolge van een slepende ziekte. Een huis op de campus van de Universiteit van Oslo, Blindern, is naar haar genoemd.
In 2008, werd haar zoon Øystein Gullvåg Holter Noorwegen's eerste professor van mannenstudies, benoemd aan de Universiteit van Oslo.